# Cheekye River
Cheekye River är ett vattendrag i Kanada.   Det ligger i provinsen British Columbia, i den sydvästra delen av landet, 3 500 km väster om huvudstaden Ottawa.
I omgivningarna runt Cheekye River växer i huvudsak blandskog. Runt Cheekye River är det ganska tätbefolkat, med 166 invånare per kvadratkilometer.